# Division 1 (Bélgica) 1986-87
La Primera División de Bélgica 1986/87 fue la 84.ª temporada de la máxima competición futbolística en Bélgica.

## Tabla de posiciones
| Pos | Equipo                  | PJ | PG | PE | PP | GF | GC | Pts | DG  | Notas                                                |
| --- | ----------------------- | -- | -- | -- | -- | -- | -- | --- | --- | ---------------------------------------------------- |
| 1   | R.S.C. Anderlecht       | 34 | 25 | 7  | 2  | 82 | 25 | 57  | +57 | Clasificado a la Copa de Campeones de Europa 1987-88 |
| 2   | KV Mechelen             | 34 | 24 | 7  | 3  | 57 | 18 | 55  | +39 | Clasificado a la Recopa de Europa 1987-88            |
| 3   | Club Brugge K.V.        | 34 | 19 | 7  | 8  | 70 | 34 | 45  | +36 | Clasificado a la Copa de la UEFA 1987-88             |
| 4   | KSC Lokeren             | 34 | 18 | 8  | 8  | 59 | 41 | 44  | +18 | Clasificado a la Copa de la UEFA 1987-88             |
| 5   | K.S.K. Beveren          | 34 | 15 | 14 | 5  | 44 | 24 | 44  | +20 | Clasificado a la Copa de la UEFA 1987-88             |
| 6   | RFC Liégeois            | 34 | 14 | 10 | 10 | 44 | 38 | 38  | +6  |                                                      |
| 7   | R. Charleroi S.C.       | 34 | 13 | 9  | 12 | 49 | 52 | 35  | -3  |                                                      |
| 8   | K.S.V. Waregem          | 34 | 13 | 8  | 13 | 45 | 43 | 34  | +2  |                                                      |
| 9   | K Beerschot VAV         | 34 | 11 | 11 | 12 | 35 | 39 | 36  | -4  |                                                      |
| 10  | Standard Liège          | 34 | 10 | 11 | 13 | 40 | 38 | 31  | +2  |                                                      |
| 11  | Cercle Brugge K.S.V.    | 34 | 9  | 12 | 13 | 37 | 40 | 30  | -3  |                                                      |
| 12  | Racing Jet de Bruxelles | 34 | 9  | 12 | 13 | 34 | 47 | 30  | -13 |                                                      |
| 13  | R.W.D. Molenbeek        | 34 | 8  | 12 | 14 | 37 | 53 | 28  | -16 |                                                      |
| 14  | Royal Antwerp FC        | 34 | 8  | 10 | 16 | 43 | 49 | 26  | -6  |                                                      |
| 15  | K.V. Kortrijk           | 34 | 8  | 8  | 18 | 37 | 52 | 24  | -15 |                                                      |
| 16  | K.A.A. Gent             | 34 | 7  | 9  | 18 | 25 | 50 | 23  | -25 |                                                      |
| 17  | RFC Sérésien            | 34 | 5  | 10 | 19 | 30 | 63 | 20  | -33 | Descenso a la Division II                            |
| 18  | K. Berchem Sport        | 34 | 4  | 7  | 23 | 20 | 82 | 15  | -62 | Descenso a la Division II                            |

PJ = Partidos jugados; PG = Partidos ganados; PE = Partidos empatados; PP = Partidos perdidos; GF = Goles a favor; GC = Goles en contra; Pts = Puntos; DG = Diferencia de goles